# 船尾座PU
船尾座PU，又名CD-25 4828，HD 61429、SAO 174175、HR 2944，是船尾座的一颗恒星，视星等为4.7，位于銀經240.65，銀緯-1.84，其B1900.0坐标为赤經7h 34m 8.2s，赤緯-25° -1.84′ 16″。